# Mayumba
Mayumba est une petite ville côtière située au sud du Gabon dans la province de la Nyanga. Elle est le chef-lieu du département de Basse-Banio.

## Géographie

### Localisation

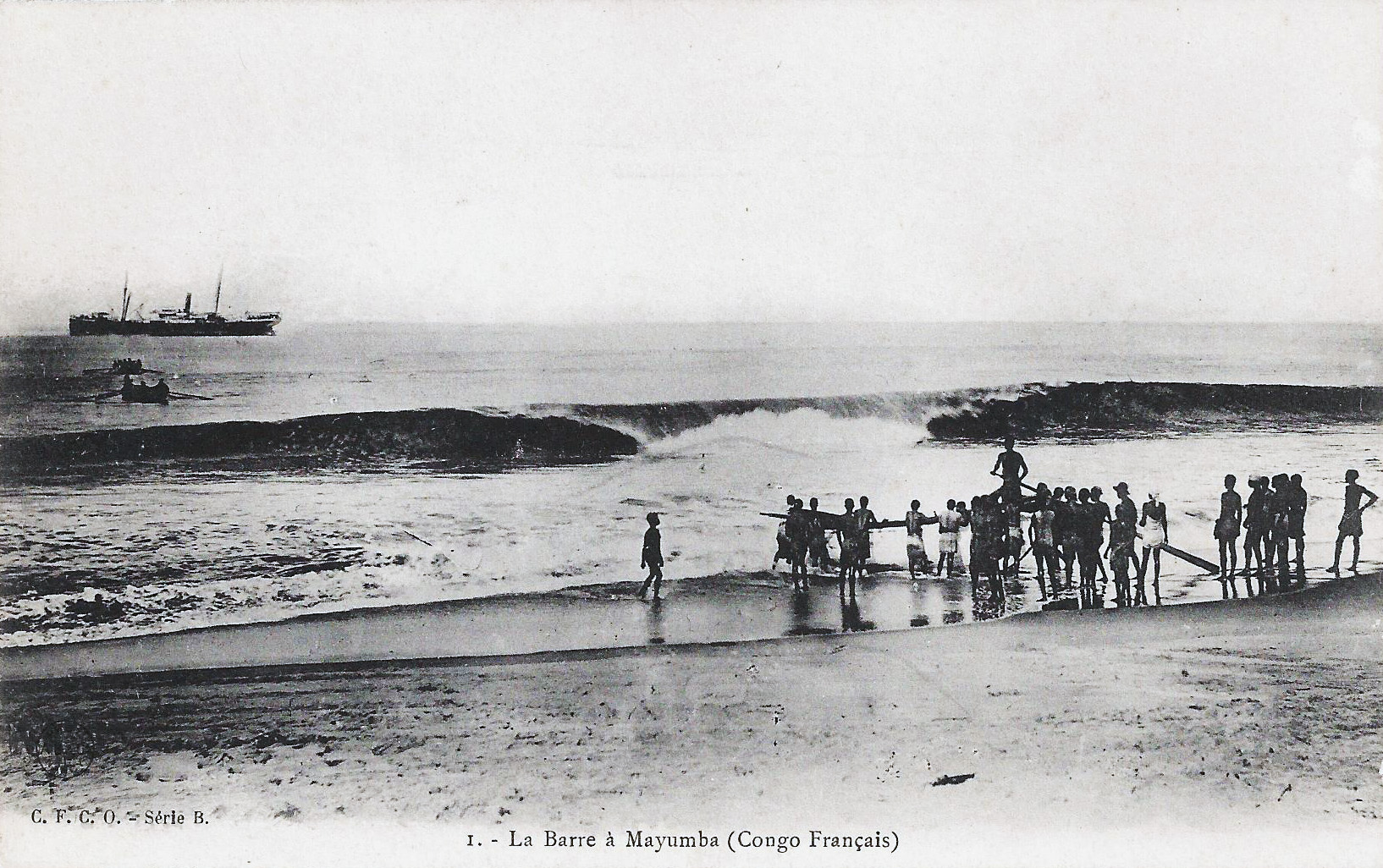
La barre à Mayumba, vers 1905.

Le parc national du même nom est situé au sud de la localité.

### Hydrographie
- Lagune Banio

### Voies de communication et transports
Voies routières
- La route nationale N6 part de Mayumba pour aller jusqu'à Lastoursville.

## Histoire
Mayumba fut le lieu d'embarquement de nombreux esclaves lors de la traite des noirs.

## Population et société

### Démographie
Ses quelques milliers d'habitants, environ 5 200 en 2010, sont principalement des Vilis et des Balumbus. À Mayumba on parle vili et lumbu. Il est possible de trouver aussi des Punus, initialement venus à Mayumba pour des raisons économiques et professionnelles, qui y vivent depuis des générations.
A l'image du pays, la ville de Mayumba est un métissage linguistique et culturel réussit. On y trouve ainsi des populations originaires de plusieurs pays africains tels que le Mali, le Togo, le Bénin ou encore la Mauritanie, essentiellement des commerçants s'y étant installés depuis plusieurs générations et ayant fondé leurs familles à Mayumba.

## Économie
En 2021, l'activité économique à Mayumba tourne essentiellement autour de la distribution des produits de grandes consommation et la vente de produits halieutiques issus de la lagune et l'océan atlantique qui bordent la ville.
L'activité économique à Mayumba n'a pas toujours été aussi morose; elle a d'ailleurs constitué le facteur de peuplement de la ville avant et après les indépendances. Les cultures du café, du cacao, ou encore de l'hévéa ont longtemps été les poumons de l'économie locale. À ces activités se sont ajoutées l'exploitation forestière et la transformation de bois. Plusieurs entreprises se sont succédé dans l'exploitation forestière, dont les plus récentes ont été la SNBG (société nationale des bois du Gabon) et la SEPBG (société d'exploitation des parcs à bois du Gabon). Celles-ci ont connu leur apogée avec l'entrée en vigueur, en 2010, de la mesure gouvernementale interdisant l'exportation de grumes non transformées. 
Depuis de nombreuses années, il est question de réaliser des installations portuaires sur ce site qui était déjà utilisé au XVIe siècle pour le commerce avec les Européens. Mais la viabilité économique d'un tel port ne semblant pas évidente, le projet a été reporté.
Au large, se trouve le terminal pétrolier de Lucina,.

## Culture locale et patrimoine

### Patrimoine naturel
- Parc national de Mayumba

### Personnalités liées à la commune
- Oliver N'Goma (1959-2010) : chanteur né à Mayumba.
- Marie-Antoine Tchibinda, néé à Mayumba et première religieuse autochtone de la république du Congo (RC).
- Ahmadou Bamba : guide religieux Sénégalais, fondateur du Mouridisme, exilé à Mayumba durant 5 ans.